# Alejo Falconieri
San Alejo Falconieri, en italiano Alessio Falconieri o simplemente Alexis, nació en Florencia en el año de 1200 y murió el 17 de febrero de 1310. Es uno de los siete fundadores de la Orden de los Servitas de María. Su festividad es el 17 de febrero, al mismo tiempo que sus otros compañeros, canonizados juntos «como un solo hombre» por León XIII.

## Biografía
Alejo era el hijo de Bernardo Falconieri, rico negociante de Florencia y uno de los líderes de la república florentina. Su familia era favorable al papado.
Alejo creció en una atmósfera piadosa, cultivando la humildad y la caridad. Se unió a una confraternidad religiosa dedicada a la Virgen María, donde encontrará a sus seis futuros acompañantes. Los siete fundarán la Orden de los Frailes Siervos de María.
Sus biógrafos relatan la aparición que tuvieron de la Virgen María el 15 de agosto de 1233, festividad de la Asunción de María.
Nunca quiso ser ordenado sacerdote, no se sentía digno de esa función y prefirió permanecer como hermano lego, ocupándose de mendigar la subsistencia de sus hermanos. En 1252, con la ayuda financiera de Chiarissimo Falconieri, lleva a cabo la construcción de la iglesia de Cafaggio, en los suburbios de Florencia. Fue el director espiritual de su sobrina Juliana Falconieri, quién fue canonizada en 1737.
Al final de su vida, se retira a La Camarzia, una casa a las afueras de la ciudad, y después a la Abadía de Monte Senario donde murió, a la edad de 110 años.
Su cuerpo reposa cerca de la Iglesia de la Anunciación en Florencia.

## Proceso de canonización
Fue beatificado el 1 de diciembre de 1717 por el Papa Clemente XI y canonizado el 15 de enero de 1888 por el Papa León XIII, junto a sus seis compañeros. Su festividad es el 17 de febrero.

## Iconografía
Los siete fundadores de la Orden de los Servitas son habitualmente representados juntos, vestidos con hábito negro, postrados en veneración delante de la Santísima Virgen. Son patrones de los que hacen proyectos juntos.